# Panorama de la bataille de Waterloo
Le Panorama de la bataille de Waterloo est un édifice de style néo-classique situé sur le territoire de la commune belge de Braine-l'Alleud qui abrite une gigantesque peinture panoramique de la bataille de Waterloo.
Il constitue l'un des plus importants témoins au monde du phénomène des panoramas qui apparaît à la fin du XVIIIe siècle et s'impose comme le premier média moderne.

## Localisation
Le Panorama de la bataille de Waterloo se situe sur le territoire de la commune belge de Braine-l'Alleud, dans la province du Brabant wallon.
Il se dresse juste à côté de la Butte du Lion, au nord de celle-ci.

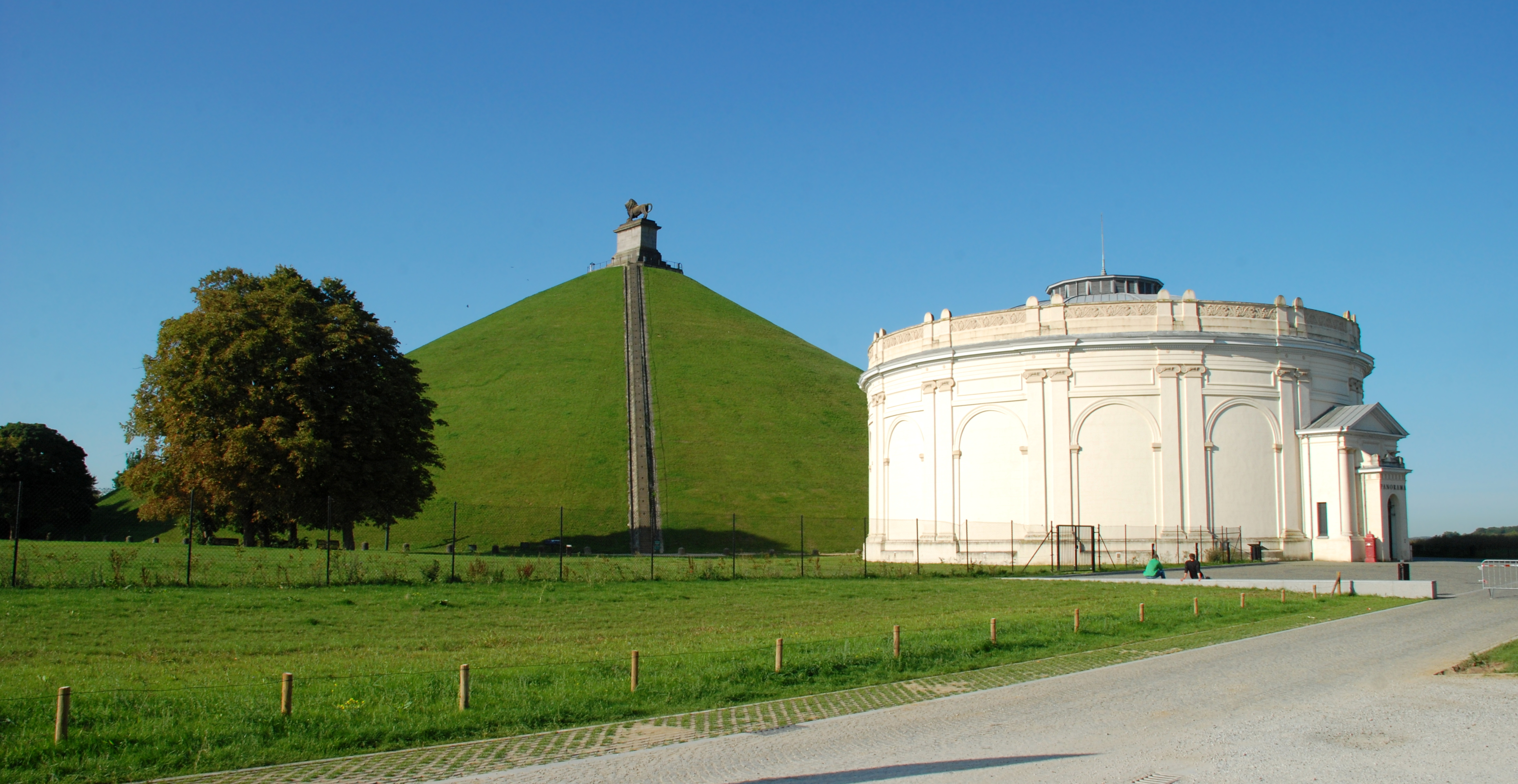
La Butte du Lion et la rotonde du Panorama de la bataille de Waterloo.

## Historique

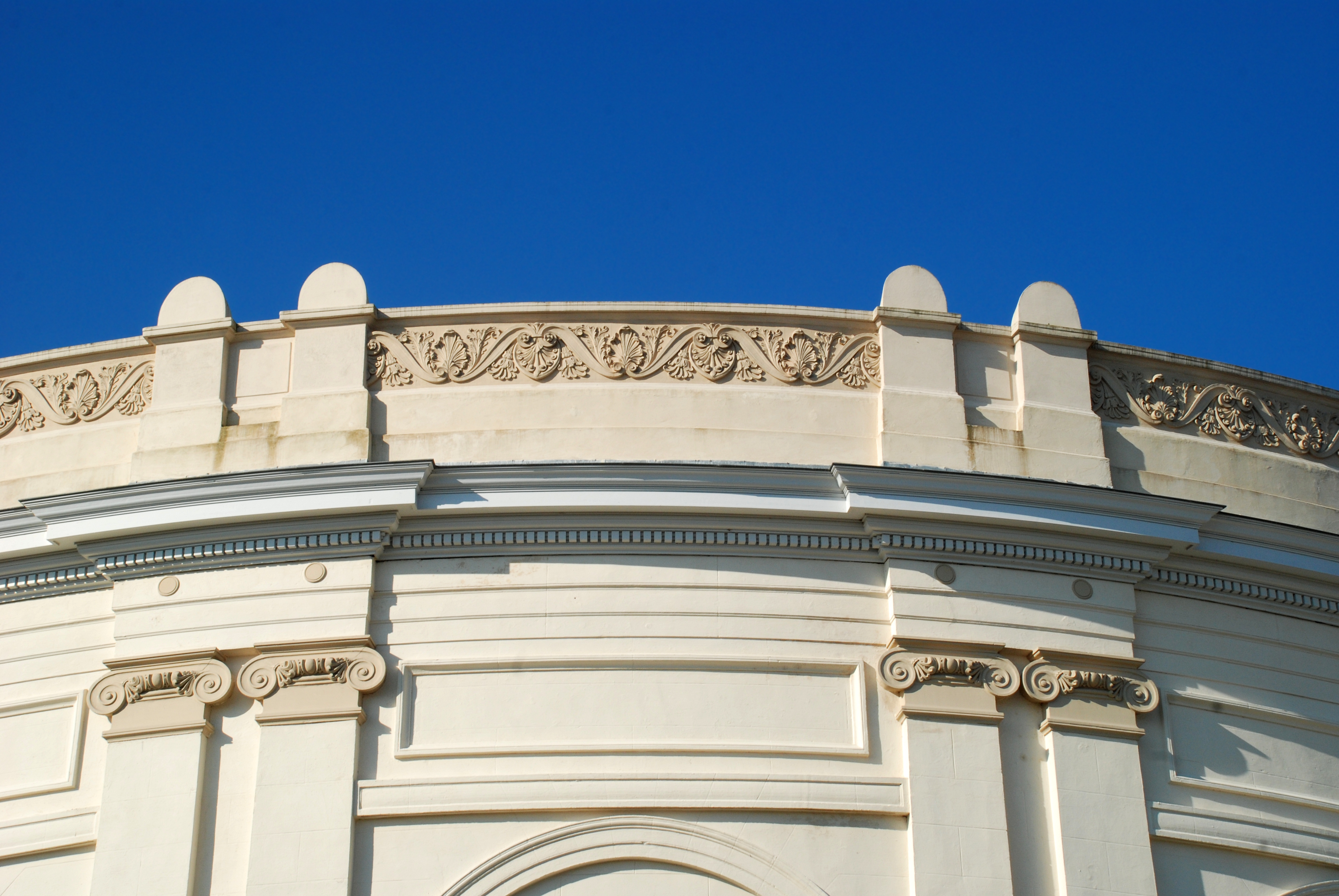
Chapiteaux ioniques, pinacles et frise de palmettes.

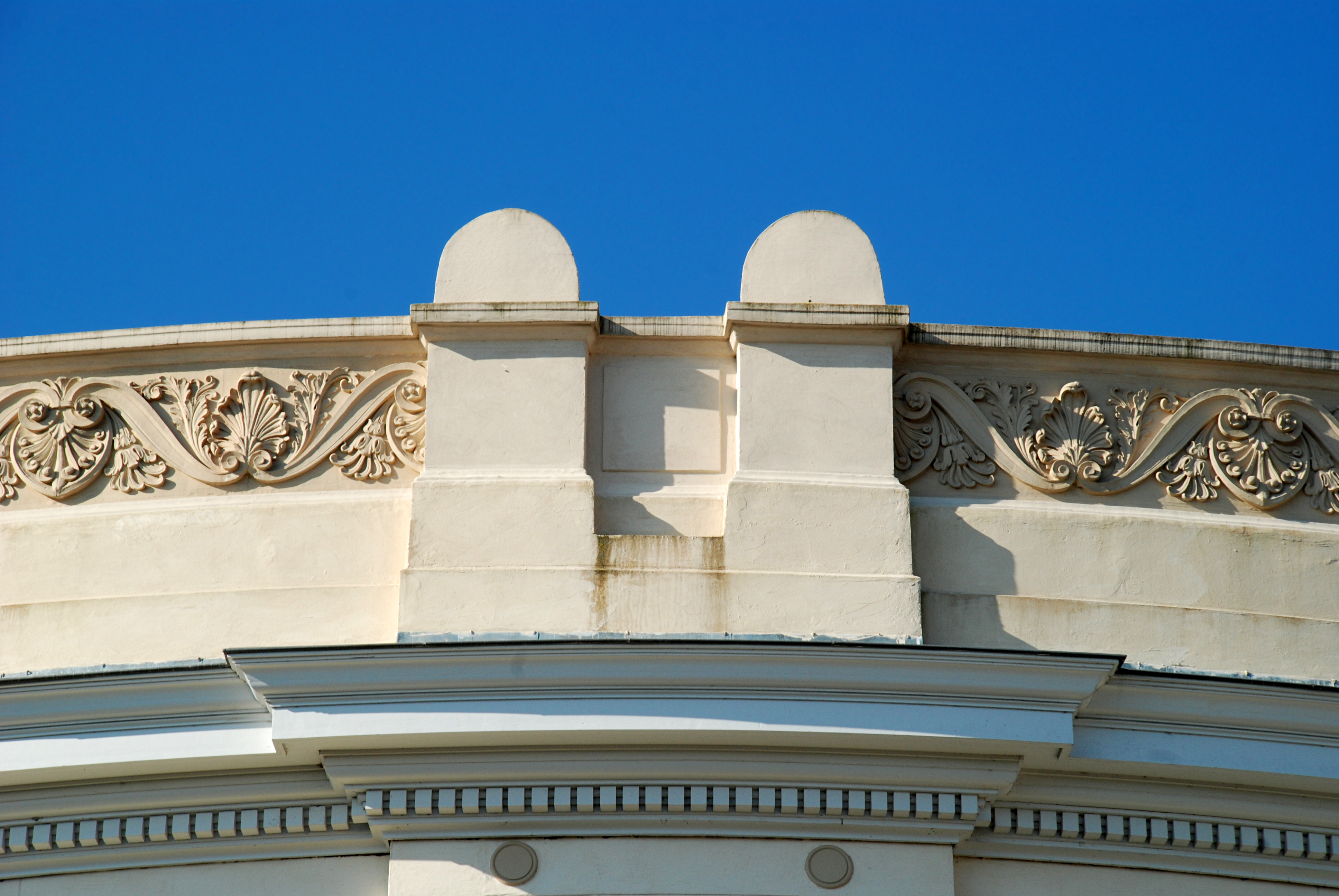
Pinacles.

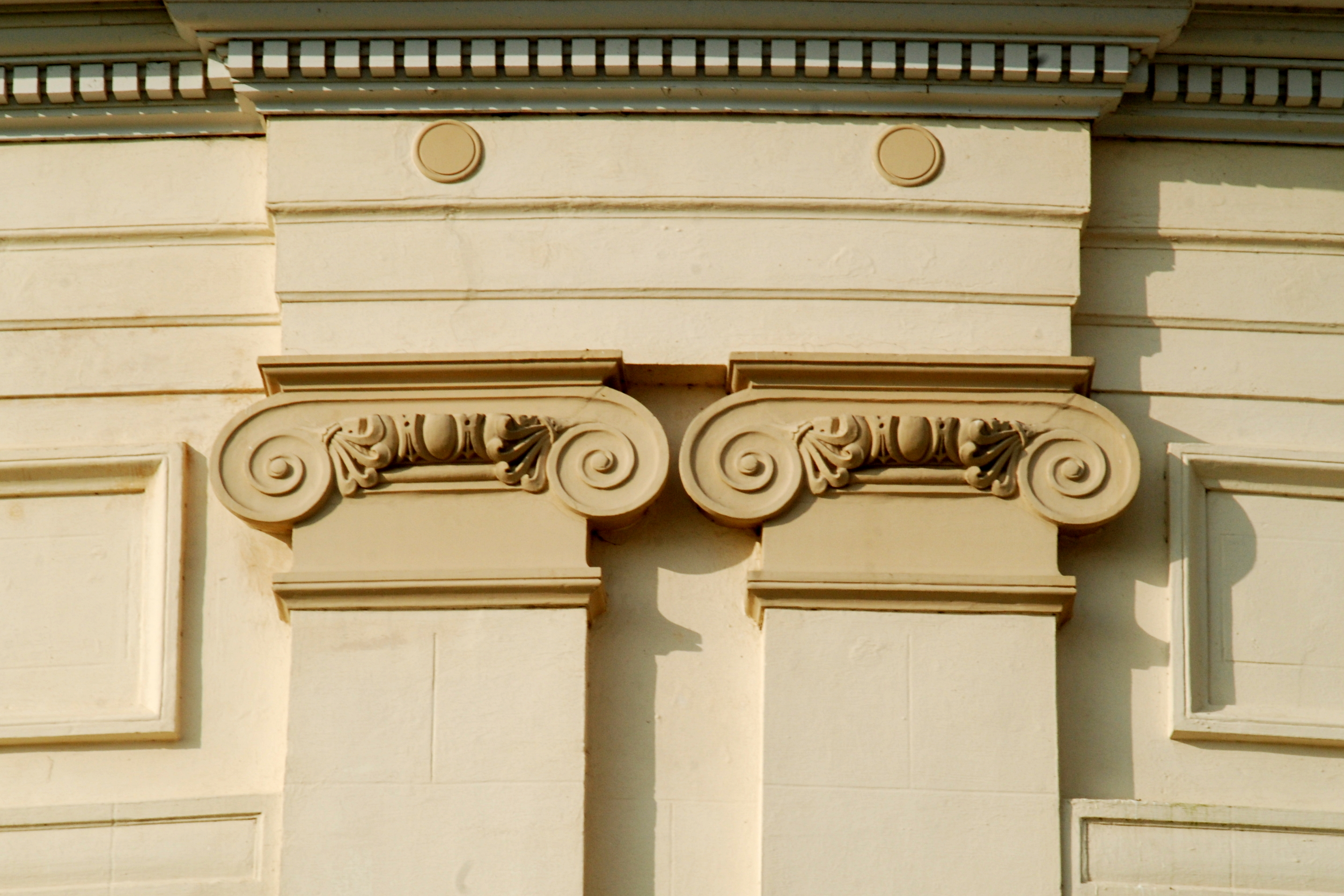
Chapiteaux ioniques.

La rotonde est dessinée par l'architecte Franz Van Ophem en 1911.
La toile monumentale constituant le panorama de la bataille est peinte par le peintre français Louis-Jules Dumoulin en 1912 pour la célébration du premier centenaire de la bataille.
Les façades et toitures du bâtiment ainsi que la peinture panoramique font l'objet d'un classement au titre des monuments historiques depuis le 24 février 1998.
L'immeuble est également classé comme patrimoine exceptionnel de Wallonie depuis le 27 mai 2009.
Le Panorama de la bataille de Waterloo a été proposé le 8 avril 2008 par la Division du Patrimoine de la Région wallonne de Belgique pour une inscription au patrimoine mondial et figure sur la « liste indicative » (« tentative list ») de l'UNESCO dans la catégorie patrimoine culturel.
Depuis 2015, le panorama fait partie du Mémorial Waterloo 1815, qui englobe également la Butte du Lion, le Musée du Mémorial et la Ferme d'Hougoumont,,,,. 

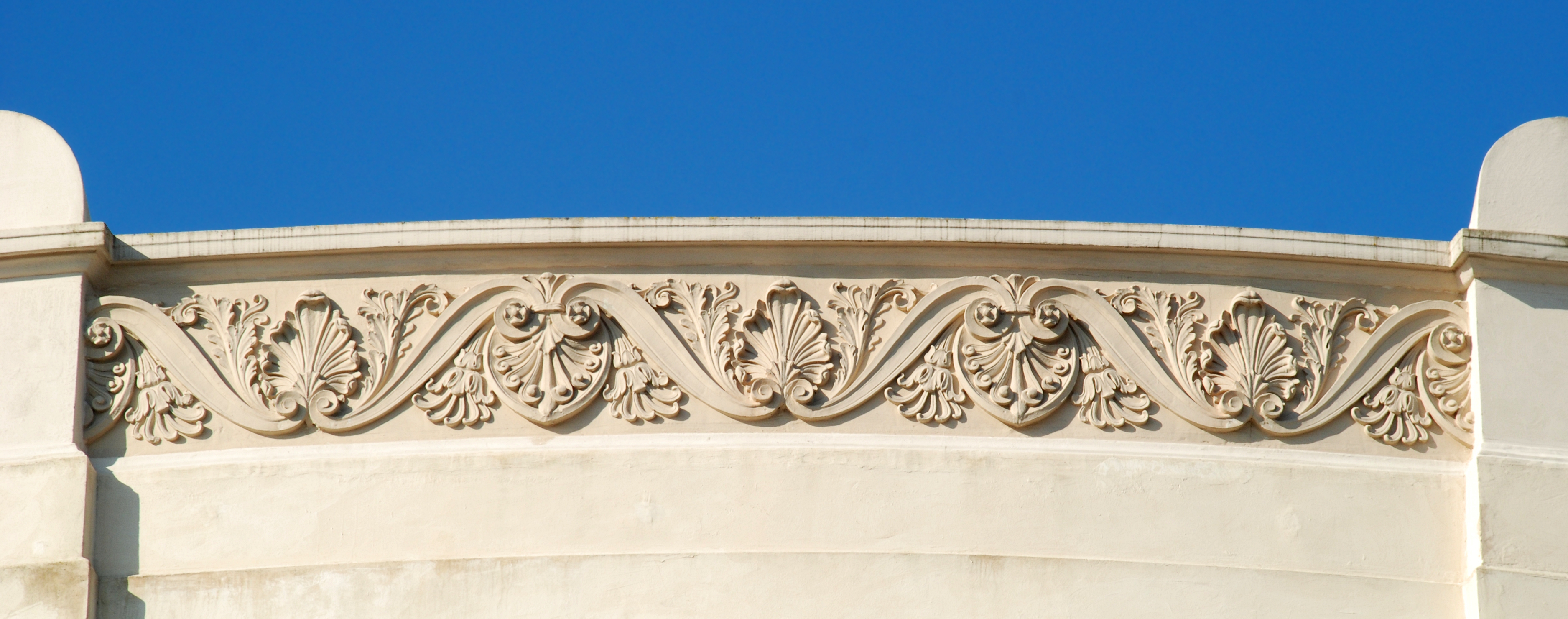
La frise de palmettes couronnant la rotonde.

## Architecture
L'édifice peint en blanc, d'un diamètre extérieur de 35 mètres et d'une hauteur de 15 mètres, présente un style néo-classique très pur.

### La rotonde
Le bâtiment consiste en une rotonde rythmée par de grandes arcades aveugles reposant sur de fins pilastres aux chapiteaux ioniques.
Ces arcades sont séparées par de hauts pilastres ioniques groupés par deux, qui supportent un entablement orné d'une frise de denticules.
L'espace entre les chapiteaux ioniques est occupé par de larges cartouches rectangulaires.
La rotonde est couronnée par une frise de palmettes interrompue à la verticale des pilastres ioniques par des pinacles semi-circulaires.

### Le porche
L'accès au bâtiment se fait par un porche néo-classique constitué de deux paires de colonnes toscanes supportant un entablement surmonté d'une frise de denticules et d'un fronton triangulaire.
Le porche proprement dit est précédé d'un avant-corps rectangulaire abritant une porte en plein cintre surmontée d'un entablement orné de triglyphes et d'une frise de denticules.

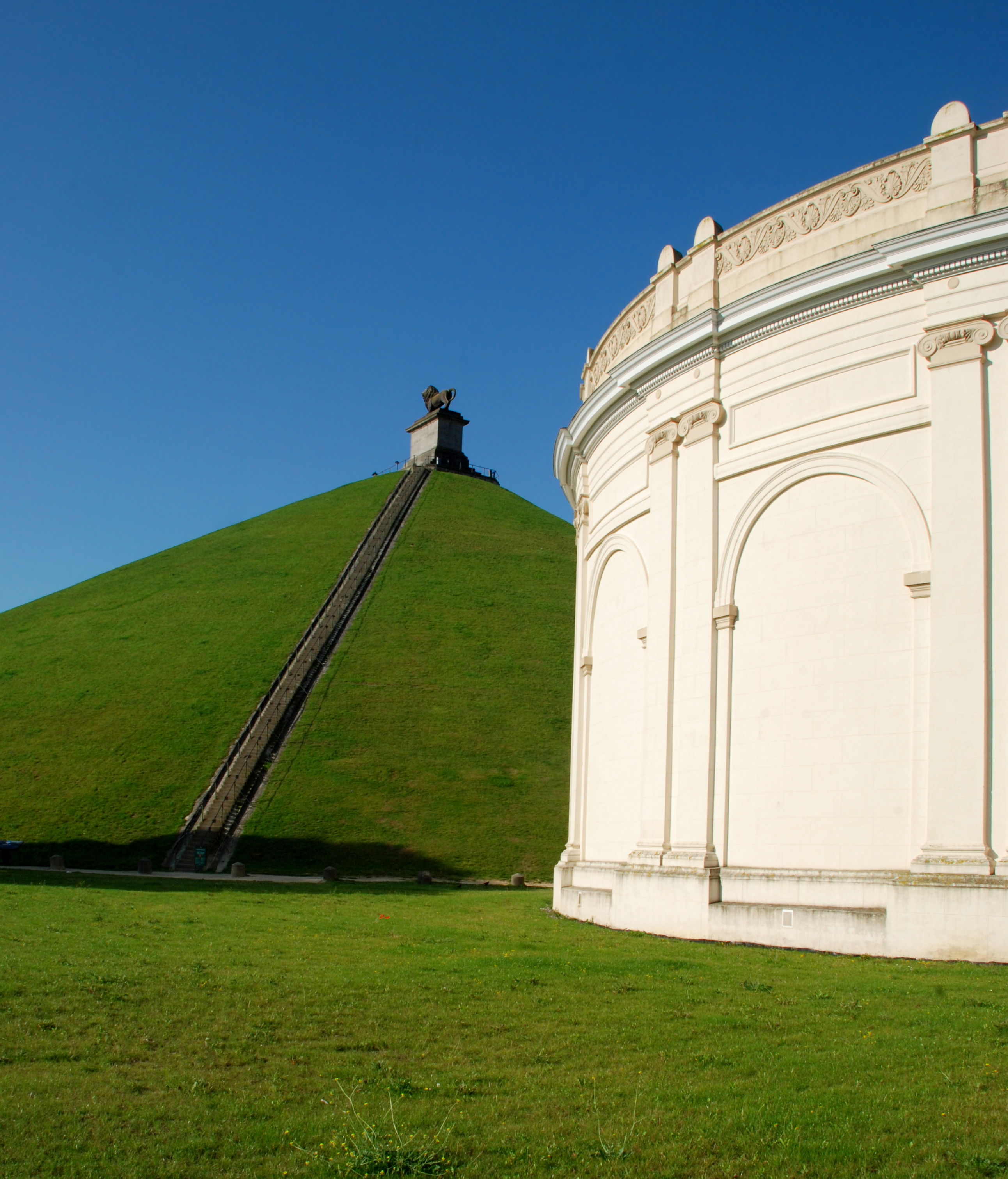
Le Panorama et la butte.
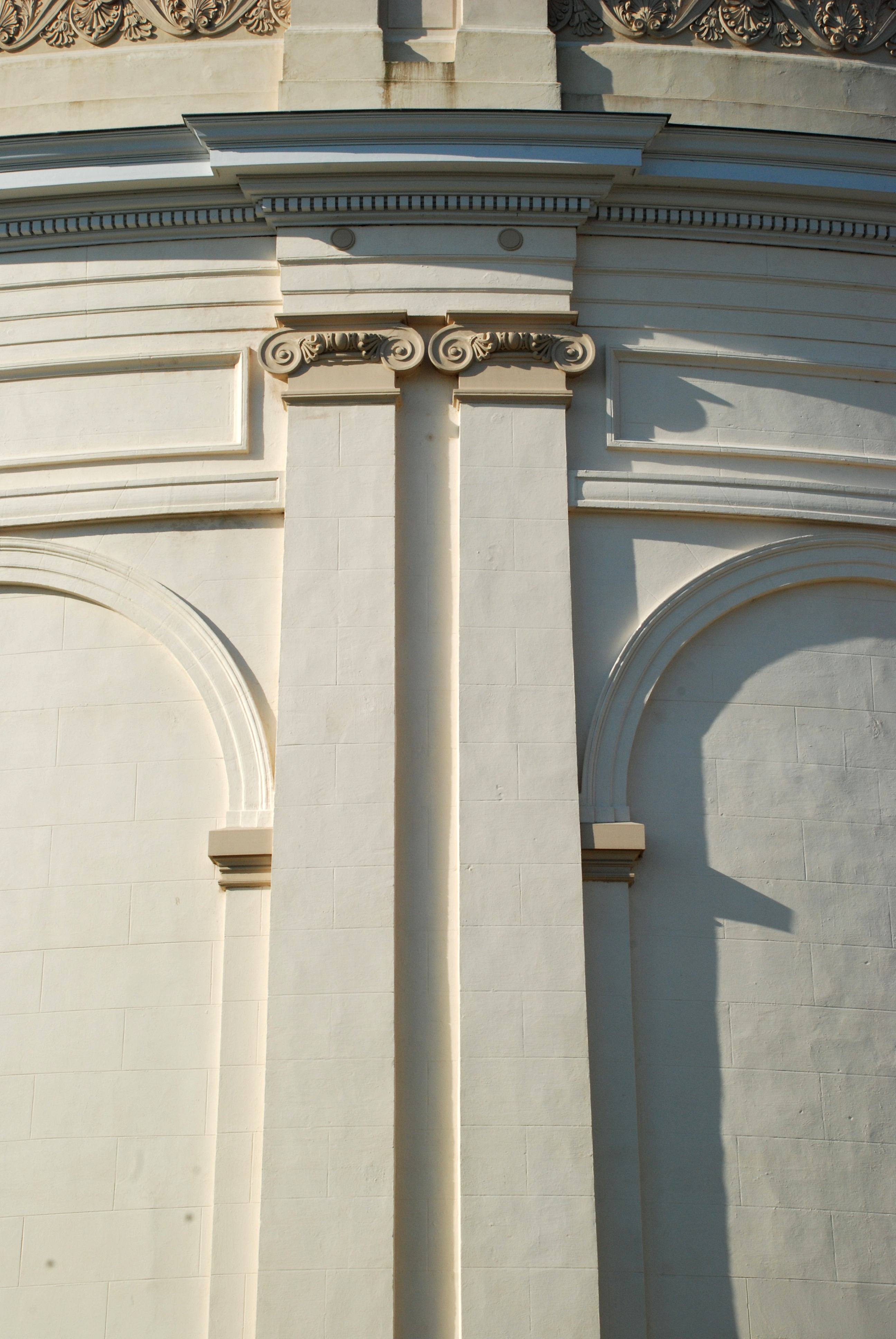
Pilastres ioniques.
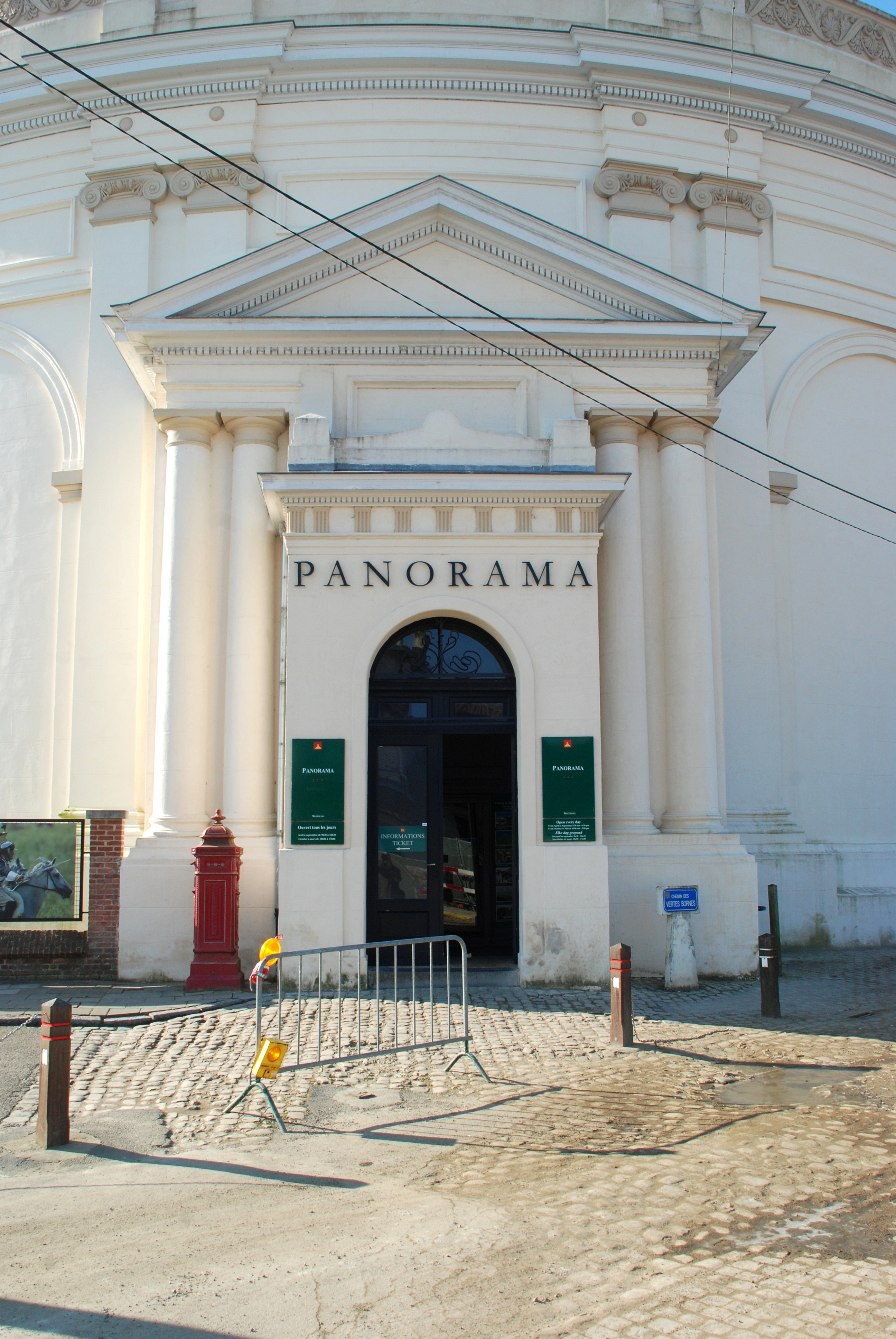
Le porche.

## Intérieur
L'intérieur de la rotonde abrite le panorama proprement dit, un dispositif « comprenant un vaste tableau cylindrique embrassant les murs d'une rotonde que le spectateur découvre à partir d'une plate-forme érigée au centre de l'édifice ». La plate-forme de 9 m de diamètre se situe à 5 m du sol, ce qui place l'œil du spectateur  à la hauteur de la ligne d'horizon.
La toile circulaire de 12 m de haut et de 110 m de long réalisée par le peintre français Louis-Jules Dumoulin est « précédée d'un faux-terrain, de manière à dissimuler son bord inférieur et à renforcer l'effet d'illusion ». Ce faux-terrain recouvert de sable et de végétation séchée est agrémenté d'objets réels (barrières, fusils, charrues) ainsi que de soldats et de chevaux gisant sur le sol et réalisés en papier mâché.
Elle décrit l'une des grandes charges de la cavalerie française menées par le maréchal d'Empire Michel Ney contre les lignes anglo-alliées.

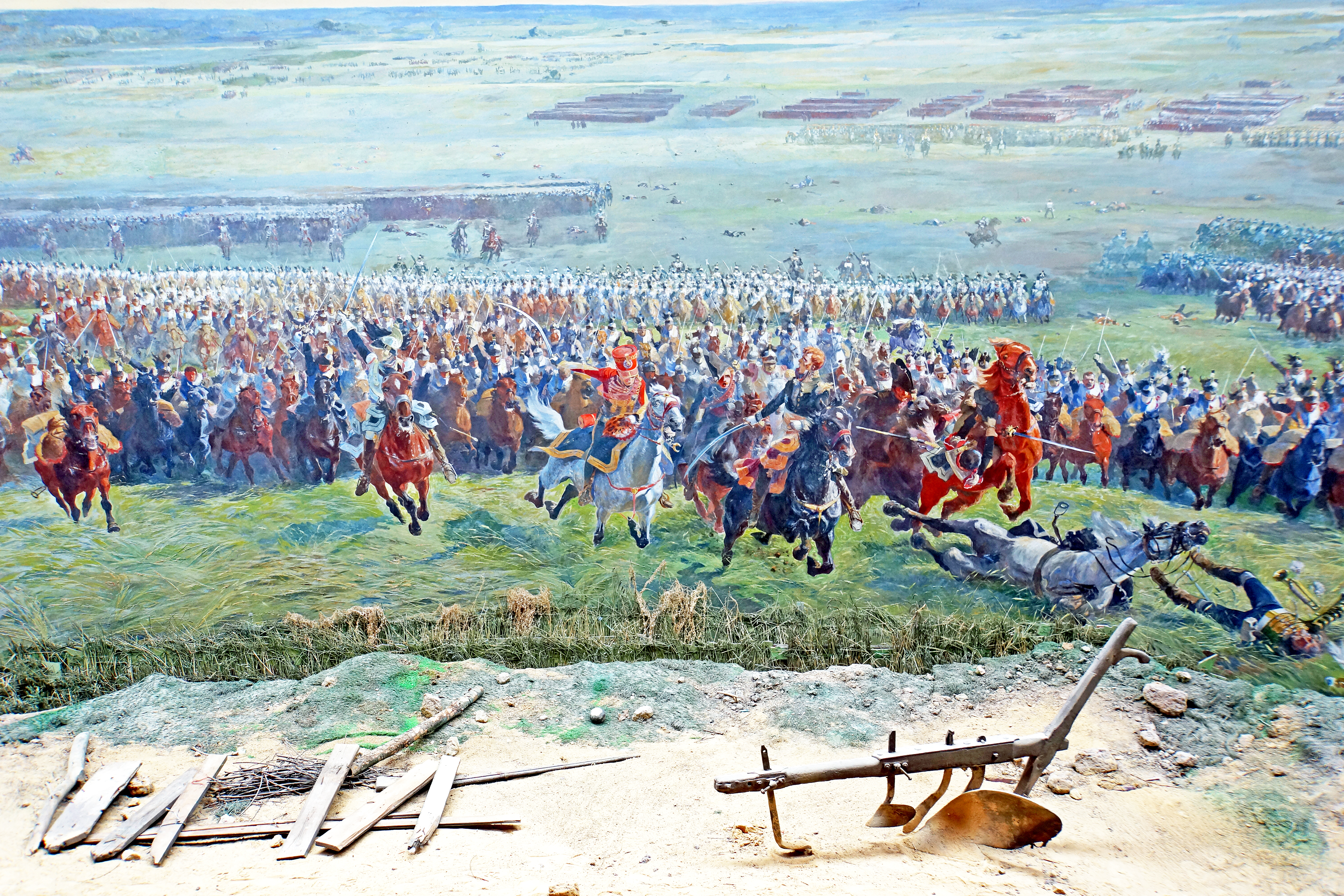
La charge de la cavalerie française dirigée par le maréchal Ney.
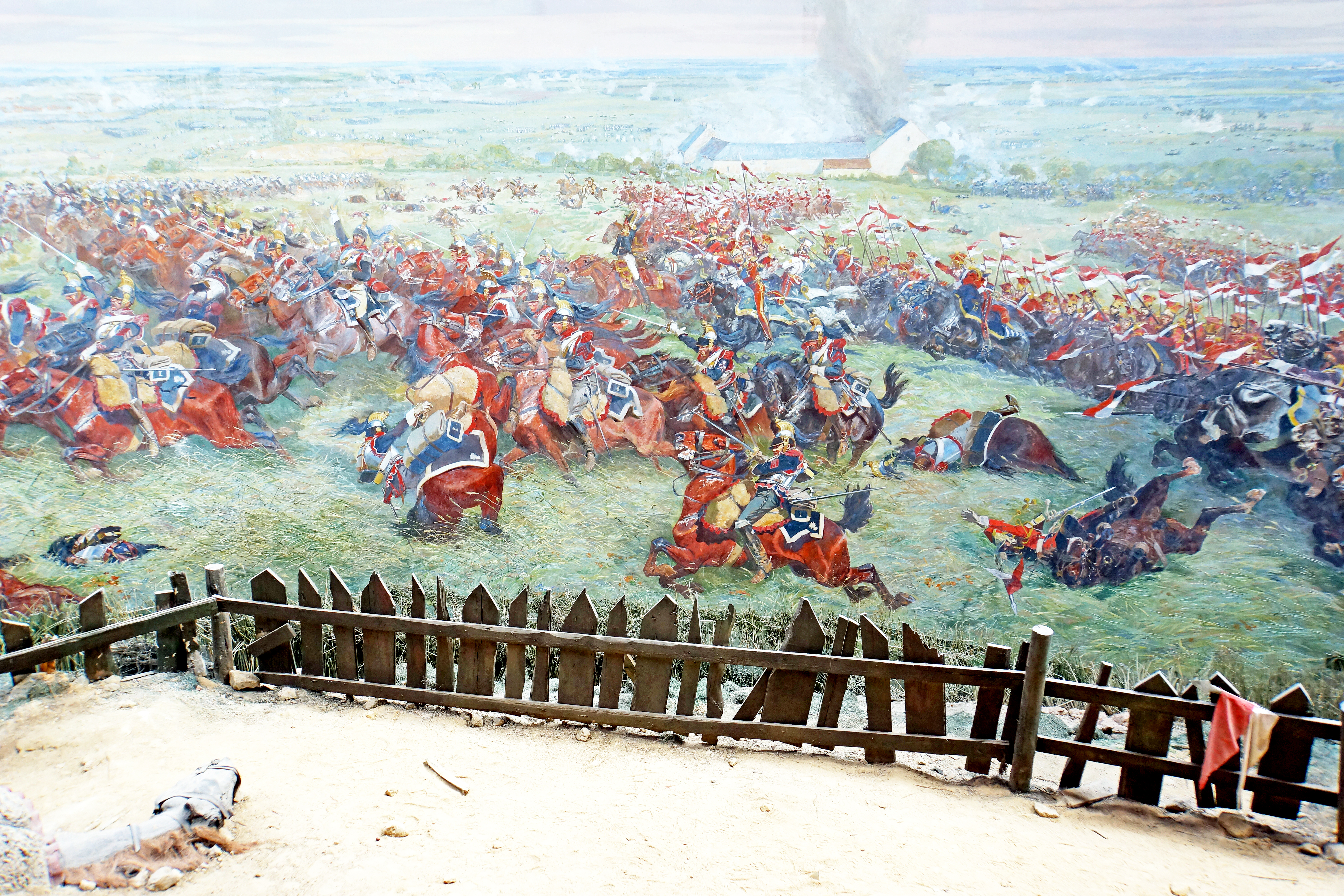
La ferme de la Haie Sainte.
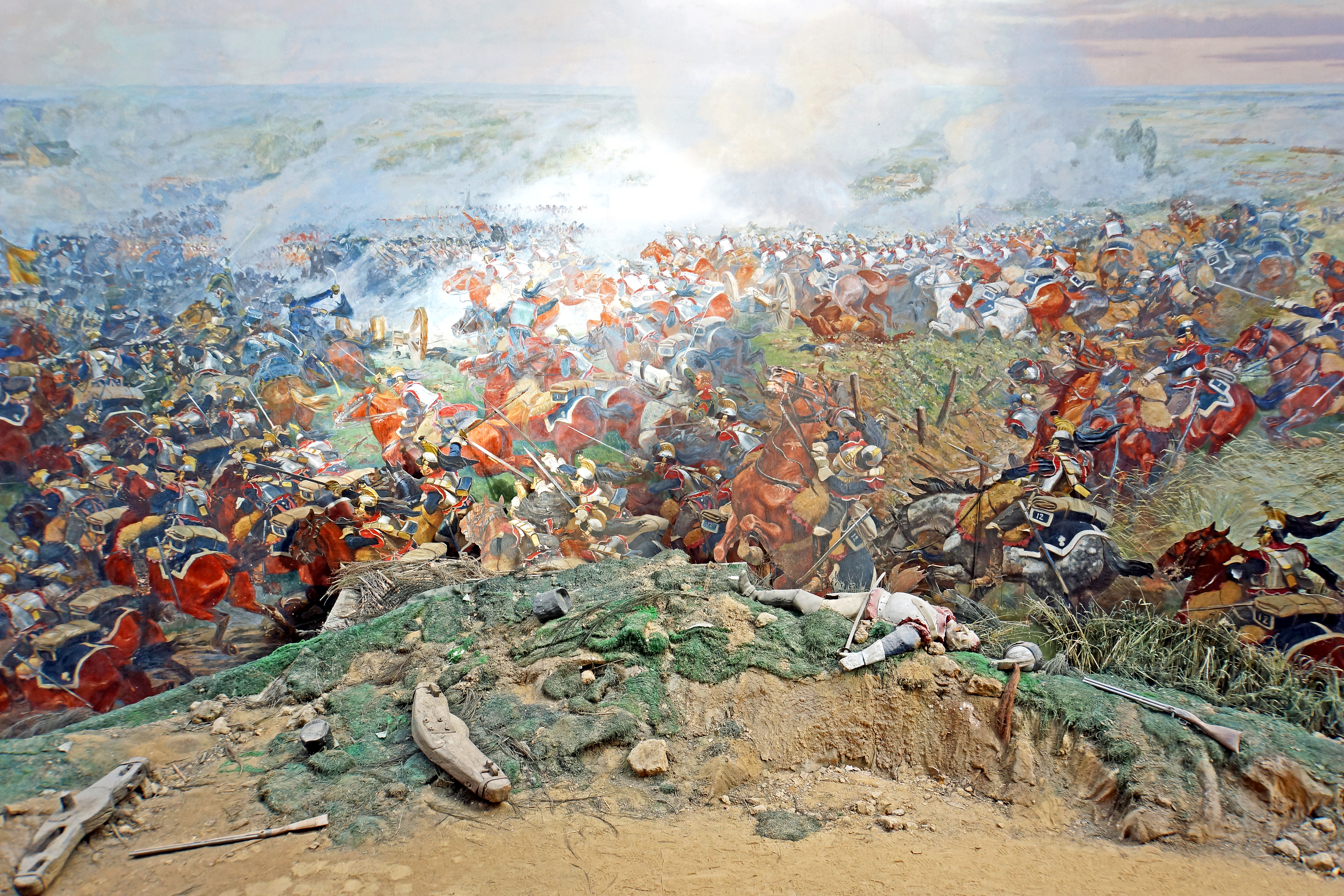
La ferme de Mont-Saint-Jean.

## Environs immédiats
Jusqu'en 2014, le musée de Cire de Waterloo se dressait face au Panorama. Il est aujourd'hui remplacé par le restaurant Le Bivouac de l'Empereur qui résulte de la transformation de l'ancien musée auquel on a ajouté deux travées pour en porter le nombre à neuf.
À sa gauche se dresse une statue d'aigle noir, héritée de l'ancienne taverne-restaurant Le Bivouac de l'Empereur d'aspect rustique qui se trouvait à gauche du musée, et à sa droite une statue en pierre de Napoléon. L'aigle fait maintenant face au Mémorial Waterloo 1815.

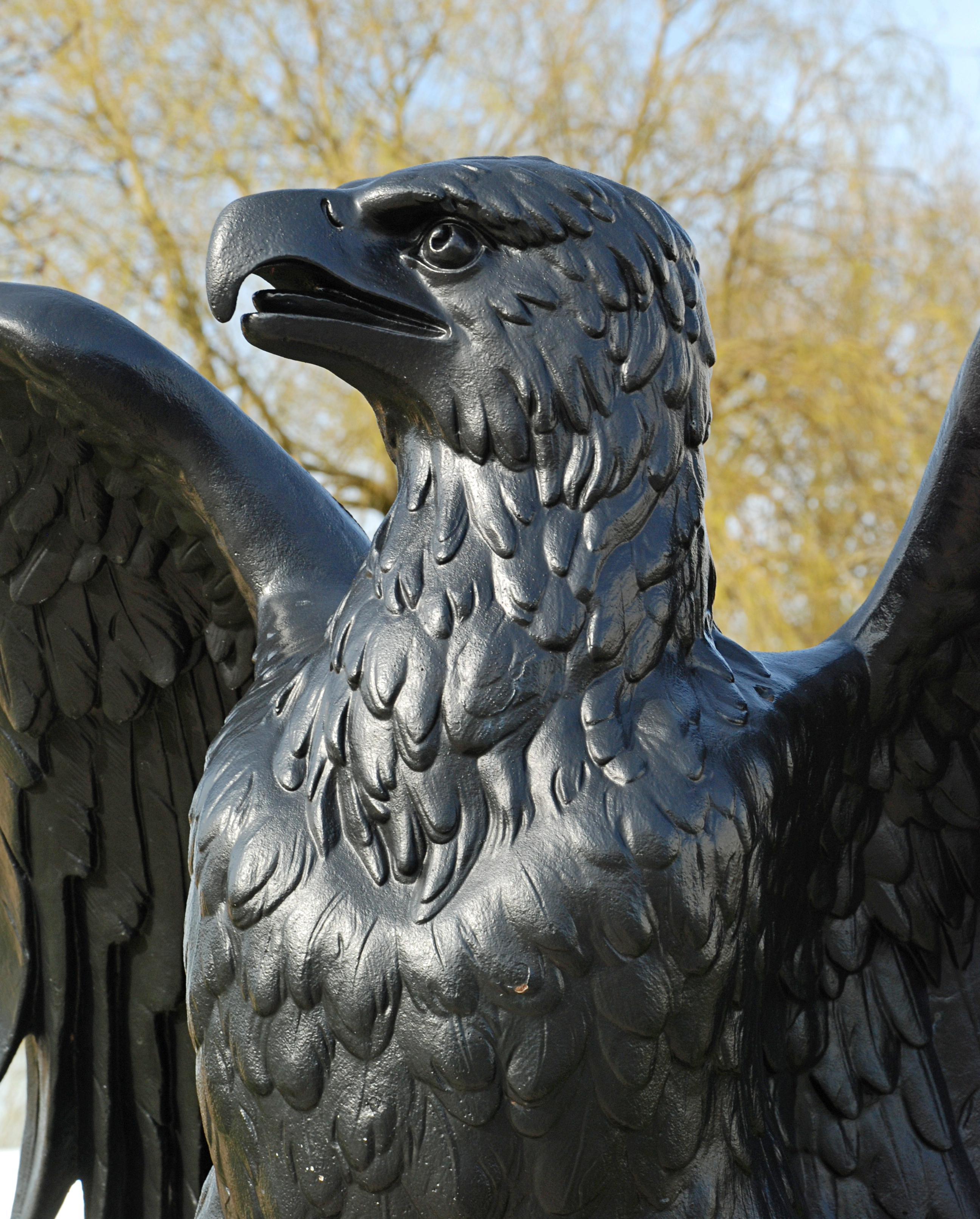
L'aigle noir qui se dresse à gauche du restaurant.
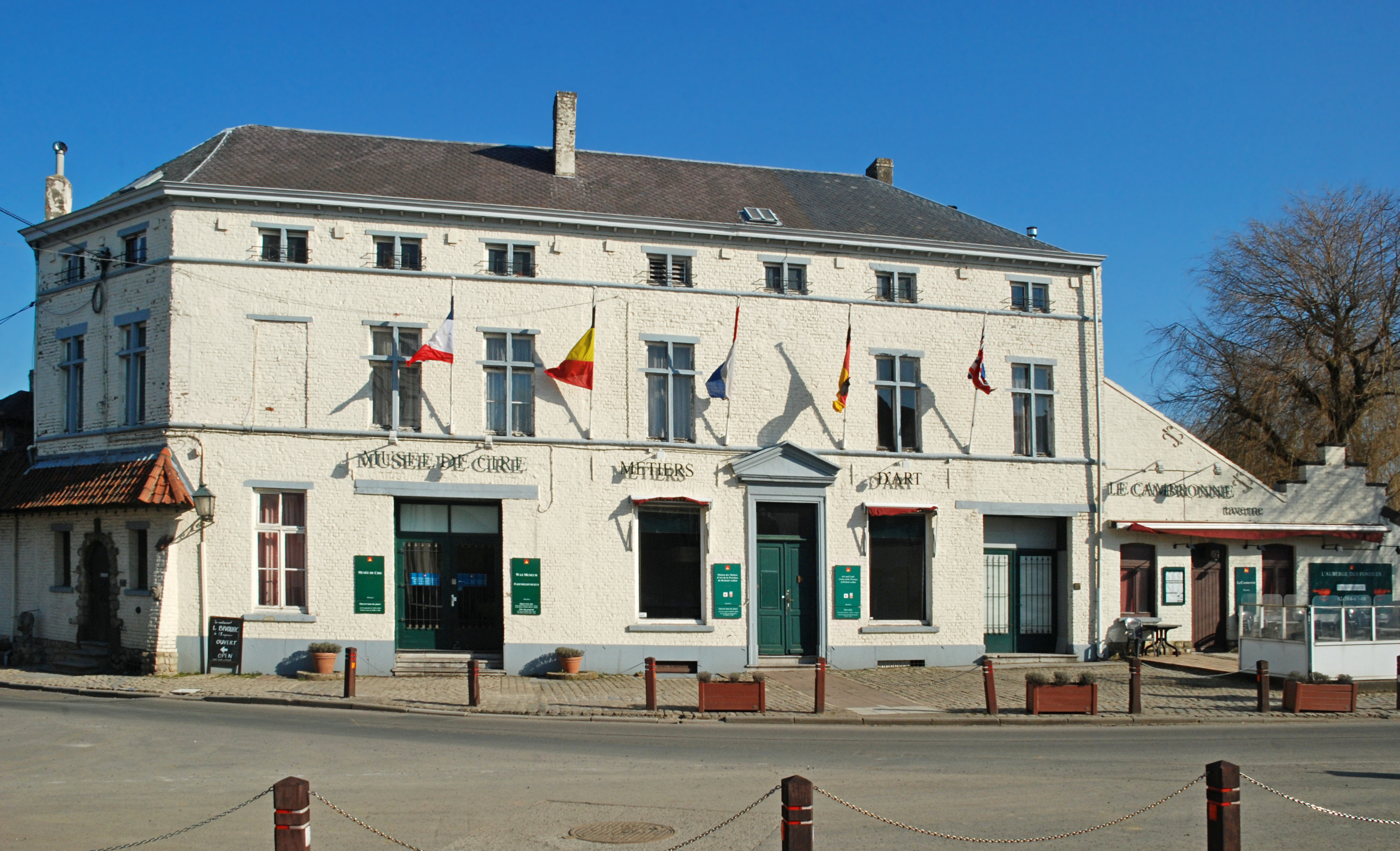
Le musée de Cire de Waterloo en 2013.
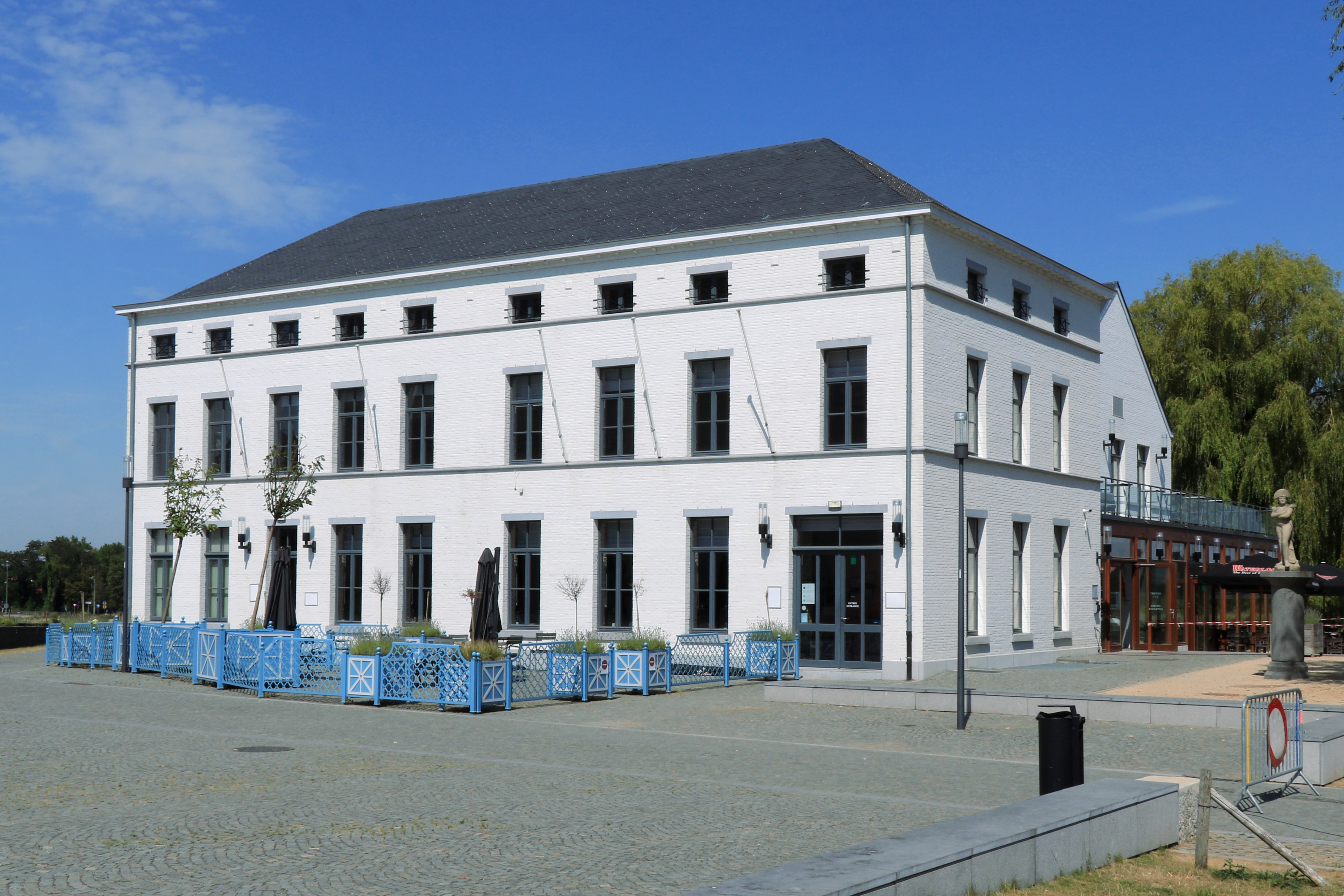
Le restaurant Le Bivouac de l'Empereur qui a remplacé le musée de Cire.
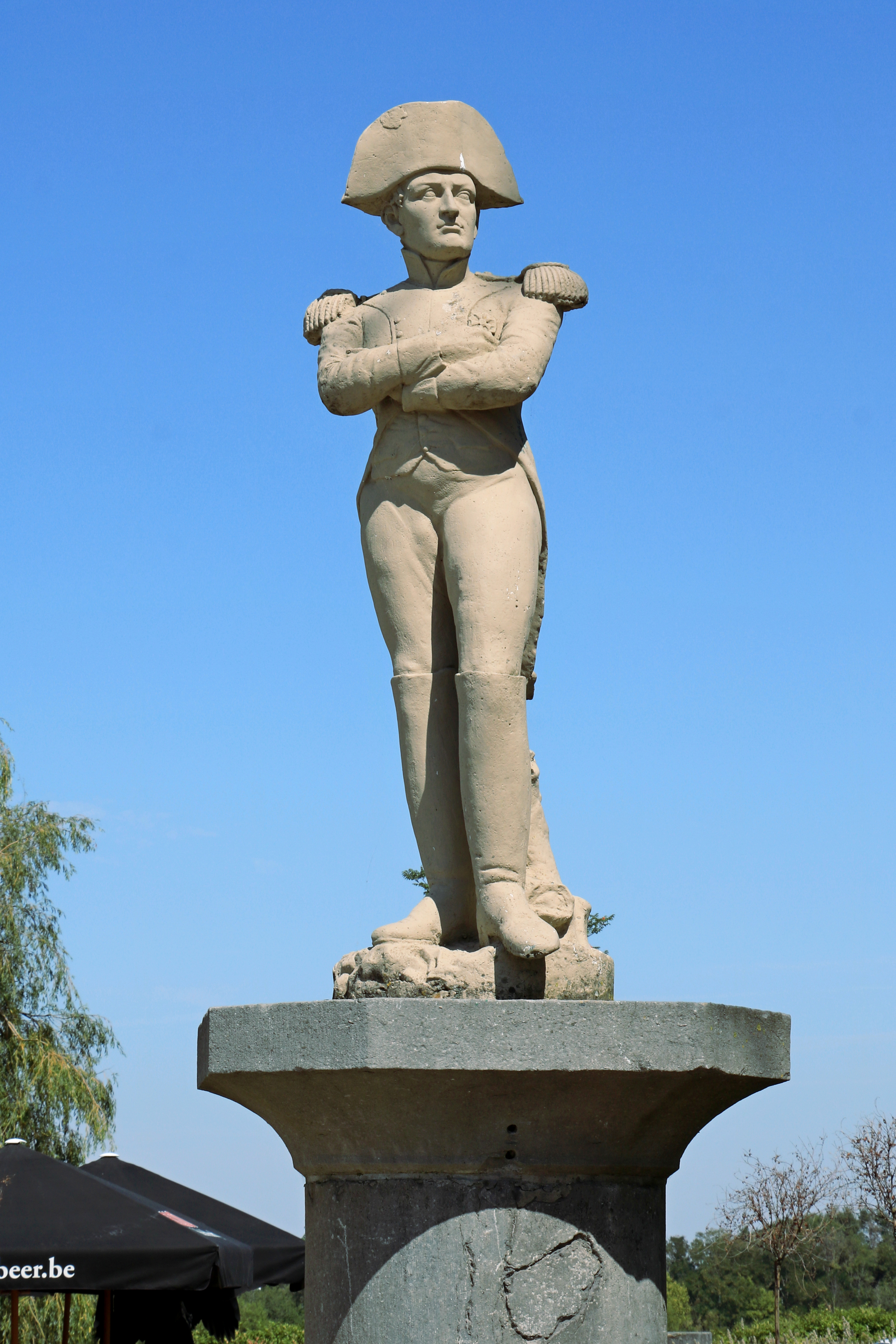
La statue de Napoléon qui se dresse à droite du restaurant.